# Roseix
Der Roseix ist ein kleiner Fluss im Südwesten von Frankreich, der im Département Corrèze der Region Nouvelle-Aquitaine nordwestlich der Stadt Brive-la-Gaillarde verläuft.

## Geografie

### Verlauf
Der Roseix entspringt im westlichen Gemeindegebiet von Juillac, verläuft generell Richtung Südosten und mündet nach rund 15 Kilometern an der Gemeindegrenze von Saint-Aulaire und Objat als rechter Nebenfluss in die Loyre. Im Mündungsabschnitt quert der Roseix die Bahnstrecke Nexon–Brive-la-Gaillarde.

### Orte am Fluss
(Reihenfolge in Fließrichtung)
- La Bertonie, Gemeinde Juillac
- Rosiers-de-Juillac
- Échalat, Gemeinde Rosiers-de-Juillac
- Soulet, Gemeinde Ayen
- La Porcherie, Gemeinde Saint-Bonnet-la-Rivière
- Chantegrèle, Gemeinde Vars-sur-Roseix
- Les Quatre Chemins, Gemeinde Saint-Aulaire
- Le Moulin Neuf, Gemeinde Objat